# ザンダー・コルヴァス
ザンダー・コルヴァス（Xander Corvus、1988年11月18日 - ）は、アメリカ合衆国で活動しているポルノ俳優。オハイオ州コロンバス出身。

## 来歴
2010年、22歳の時にポルノ業界入り。AVNアワードやXBIZ賞などで多数のノミネートと受賞歴を誇る。

## 受賞
- AVNアワード[2]
2012年 - Best Male Newcomer, Best Supporting Actor（"Star Trek: The Next Generation - A XXX Parody"）
2014年 - Best Supporting Actor（"Underworld"）
2017年 - Best Actor（"The Preacher's Daughter"）
2018年 - Best Group Sex Scene（"Angela: Volume 3"）
2021年 - Best Supporting Actor（"The Summoning")
- XBIZ賞
2017年 - 最優秀年間男優賞

## 出演作品
- アメコミヒーロー絶倫スペシャル
- マン・ズリ・シテェール/スーパーマン棒 vs オッパイダーマン
- スマター・トレック/ネクスト・ジェネレーション
- ゴースト/エクスタシーの幻
上記タイトルのDVDは日本ではコンマビジョン（BOOB CITYレーベル）から発売。